# ジャイアントロボ 地球の燃え尽きる日
『ジャイアントロボ 地球の燃え尽きる日』（ジャイアントロボ ちきゅうのもえつきるひ）は、原作横山光輝・脚本今川泰宏・漫画戸田泰成による日本の漫画作品である。『ジャイアントロボ』の漫画化作品であり、秋田書店の月刊漫画雑誌『チャンピオンRED』に2006年11月号から2011年4月号まで連載された（先行の読みきりプレビューが同年10月号に掲載、単行本では1巻に第0話「プロローグ」として収録）。連載終了後、同誌の2011年6月号から続編である『ジャイアントロボ バベルの籠城』の連載が開始された。
『ジャイアントロボ THE ANIMATION -地球が静止する日』とはストーリー・設定等が異なっている。本作でもスター・システムを採用しており、原作者、横山光輝の作品のキャラが多数登場するため、それらの横山作品や『静止する日』を鑑賞していれば、作中の意図やモチーフを把握したりできるといった当作ならではの楽しみ方ができる。特に注釈のないキャラクターの出典は「地球が静止する日」と同じ。

## あらすじ
主人公・草間大作は幼い頃、秘密結社BF団が進めていた「GR計画」の中心であるジャイアントロボの操縦権を父親である草間博士から託される。かつて世界が滅びかけた「草間博士の乱」から10年後、ジャイアントロボの力を巡る戦いに大作は巻き込まれていく事になる。

### 誕生編
地球を燃え尽きさせないためにBF団と国際警察連合は草間大作を殺害しようと襲い掛かる。
ジャイアントロボを使って、敵を倒した大作であったが、ジャイアントロボの攻撃行動は停まれない。世界の全てが敵となってしまった大作の命令、「敵を倒せ」を実行しているのだった。そこへ草間博士が現れ、ロボを停めるには操縦権を放棄するキーワードを大作が言うしかないことを告げる。しかし、大作はそのキーワードを覚えていないのだった。
しかし、これらは全て十傑衆・幻惑のセルバンテスの特殊能力「舞台演劇」によるもので、10年をかけた大掛かりな作戦であった。

### 白昼の残月編
死んだと思われていた林冲は、カナーリの牢獄に囚われており、林冲はそこを脱出してきた。

### カナーリの牢獄編
草間博士亡き今、破損したジャイアントロボを直せるのはドラグネット博士だけであった。林冲の言に従い、大作は林冲、九紋竜史進と共にドラグネット博士を探しにカナーリの牢獄へと向かう。

### 激闘!梁山泊編
国際警察連合の創始者・晁蓋が死して12年。晁蓋の遺言に従い韓信元帥は新たなる頭領を定めるために門戸を開いて強者を集める（なお、敗れた者は梁山泊配下となる）。副賞は「草間博士の遺言」であった。そこに赤影も参戦。
参戦した九大天王の影丸、ディック牧、天童が敗れるという波乱の展開となる。

## 登場人物

### 村雨一家
国際警察連合のやり口をよしとせず、独自にBF団と戦う組織。国際警察連合の離反者が多い。原案は鉄人28号の村雨一家。
草間 大作（くさま だいさく）
本作の主人公。父・草間博士からジャイアントロボを託された少年。かつてBF団の庇護下にあったが、ジャイアントロボの操縦権をきっかけに離別することになる。
父の過去の所業に拘泥しており、息子である自身の手によって罪を償おうと奔走するが、それ故暴走したり、その感情を逆手に取られて利用されたりしがちである。
お銀ちゃん（おぎんちゃん）
本作の第一部のメインヒロイン。原案は短編「恋と十手とお銀ちゃん」に登場する同名キャラであるが、作中のポジションは『静止する日』の銀鈴に相当する。伸縮する十手を操る。性格はややお転婆色が強いようである。
10年前、林冲と竜作に十常寺から助け出された後、国際警察連合に一時所属するが現在は村雨一家と行動を共にする。
人生の師である林冲に恋心を抱いている。
村雨 竜作（むらさめ りゅうさく）
村雨一家の一番頭。元々は国際警察連合に所属していた人物で、九大天王にも並ぶ実力の持ち主であったとされている。腹部の晒やニッカポッカなどの服装や奇異な髪型（国際警察連合のころはスーツ姿であった）、独特の言い回しはアクの強い印象がある。中条に変装したり、敵の傷口から唐獅子を出す能力を持つ。原案は鉄人28号の同名キャラ。
村雨 健次（むらさめ けんじ）
OVA版同様、不死身と思われる肉体を持っており、肉体が粉微塵になっても服ごと再生できる様な描写がなされている。しかし、これが本当にOVA版と同様の不死の能力であるのか、それとも自らの肉体を灰状に変化させる能力であるのかは今の所作中では明言されていない。無口な男。
十郎太、数馬、源太郎、霧丸、右門
村雨一家の構成員。原案は「伊賀の影丸」に登場した村雨五兄弟。十郎太は連絡用のハトを携帯している。

### BF団
世界征服を企む組織。十年前に「草間博士の乱」で壊滅的被害にあったが、直後に草間博士によってもたらされた「GR計画」での再起をはかっている。
ビッグファイア
BF団のリーダー。セルバンテスが巡った多重世界では既に死亡していた。
ロデム
ビッグファイア三つのしもべの一つ。黒豹の姿をしており、人語を話せる。『地球が静止する日』ではアキレスという名前だったが、本作では原作通りの名前になっている。
策士・孔明（さくし・こうめい）
作戦立案などを担当している様子。『GR計画』をセルバンテスに任せていたのも孔明の計画によるもの。企てる作戦は十傑衆にも全容を明かさず反感を買っている。
十傑衆との仲は悪く、アルベルトには事有るごとに衝撃波を見舞われそうになる。
カナーリの牢獄編では韓信元帥と中条長官に「君たちとの共同作戦の想定どおり」と語っており、BF団と国際警察連合との何らかのつながりが感じられる。
コ・エンシャク
2本の鞭を自在に使う。孔明の手のひらに乗るサイズにもなれる。
フォーグラー
カナダの新開拓地で、大作を庇護していた人物。
サリー・ザ・マジシャン（魔法使いサリー）
アルベルトの娘であり、カナーリの牢獄に囚われている魔法少女。ドラグネット博士に捕らえられた後、半石化の状態でエネルギーを吸い取られ、カナーリの牢獄を支える。そのため見た目は10歳前後だが、実年齢は20歳である。
マハリクマハリタのかけ声のもと魔法を操る。
イワン
アルベルトに従うスキンヘッドの男。シンの操縦者。

#### 十傑衆
幻惑のセルバンテス（げんわくのセルバンテス）
十傑衆のひとりであり、幻術使い。“舞台演劇”という能力の使い手で、さらに多重世界（パラレルワールド）を移動できる。舞台演劇の力で草間大作にジャイアントロボの操縦権を放棄する“キーワード”を言わせようとしたが、大作が覚えていなかったため失敗。直後村雨竜作から致命傷を受け、アルベルトによって介錯された。草間親子とは親交が深かったようで、大作からは「バンテスおじさん」と呼び慕われていた。
衝撃のアルベルト（しょうげきのアルベルト）
十傑衆のひとりであり、衝撃波を操る。セルバンテスの盟友。娘のサリーに「お父さま」とよばれている。九大天王の大塚署長とは、敵ながらとある事件をともに解決した仲である。
娘であるサリーに対しても厳しい態度を取るが、それは強い愛情の裏返しである。そのためサリーのことになると冷静さを失うことも多く、記憶を失った彼女に衝撃波を見舞われた際には号泣とともに怨嗟の叫びを上げた。
赤影（あかかげ）
版権の問題からかマスクザレッドではなく原作そのままの名前で登場。
暮れなずむ幽鬼（くれなずむゆうき）
激動たるカワラザキ（げきどうたるカワラザキ）
密かにV号に侵入し、攻撃を加えた。
白昼の残月（はくちゅうのざんげつ）
隻腕・盲目の謎の男。十傑集の中では一番の新参者であり、BF団ではそれを不服とする者も多い。包帯で覆われたその素顔に彼が十傑集入りした最大の理由が隠されているらしいのだが、その詳細は未だ不明である。『静止する日』と異なり顔の上半分に、覆面ではなく包帯らしきものを巻いている。『静止する日』では派閥的には樊瑞派であったが、当作ではアルベルトから「孔明の犬」と言われている。九大天王・林冲とは何らかの因縁が有るらしい。
万物を針化、幻術、体術等能力は幅広い。
混世魔王・樊瑞（こんせいまおう・はんずい）
BF団のリーダー格。孔明には不信感を抱いている。
命の鐘の十常寺（いのちのかねのじゅうじょうじ）
10年前「草間博士の乱」の時は上海支部に居たが、完全にキレて目につくもの全てを破壊しようとしていた。偶然居合わせたお銀に襲いかかろうとした際に竜作と林冲に撃退される。
素晴らしきヒィッツカラルド（すばらしきヒィッツカラルド）
“最強のユビ”を弾く（指パッチンする）ことで、全てを切り裂く能力を持つ。好戦的な性格。

### 国際警察連合
BF団の野望を阻止しようとする組織。梁山泊を本拠地とし活動する。目的の為には手段を選ばない非情な側面を持つ。
托塔天王晁蓋（たくとうてんのうちょうがい）
国際警察連合の創始者であり梁山泊初代頭目。作中では故人。
不乱拳博士（ふらんけんはかせ）
国際警察連合に協力しているようで、3体のブラックオックスを操っている。
呉学人（ごがくじん）
巨大な扇を操り、英雄・好漢や機械兵器の指揮を執る。
OVAでは中条長官に付き従い参謀役として活躍したが、今作では韓信元帥がその役となっており、活躍する場面は少ない。

#### 九大天王
韓信元帥（かんしんげんすい）
九大天王のリーダー格。『項羽と劉邦』で劉邦に仕える前の漁師姿の格好をしている。中条と共に行動することが多く、常に怪しく腹黒い笑みを浮かべている。無類の馬好きであり、時折馬上から攻撃を繰り出す。武器は竿だが、中条と同時にパンチを放つ描写が多い。相手に暗示のような言葉を聞かせて思い通りに操る事が出来る「甘言」という能力を持つ。その能力を持って草間博士に光球を射たせた。人間の姿をしているが馬が本体。
静かなる中条（しずかなるちゅうじょう）
“ビッグ・バン・パンチ”という必殺技を持つ。他にも九大天王全員で放つ“梁山泊・九大英雄天王弾”という技がある。『静止する日』の同名の技と異なり、威力はセルバンテスに防がれた程度だが、命と引き換えにはならぬようである。韓信元帥と共に行動し、ありとあらゆる手段で大作に協力を強いる。その腹黒く怪しい言動の数々から、ある意味BF団以上の悪役に見える。「静止する日」から最も変更を受けている人物の1人。
無類のパイプ好きであり、大量のコレクションを有していた。ドラグネットからは韓信元帥と共に「寄生虫コンビ」呼ばわりされていた。
ドラグネットにより『カナーリの牢獄』に連れて行かれるが、その後謎の豹変を遂げる。この状態を真「静かなる中条」と呼ばれ、九大天王達を苦戦させた超人間ケリーを終始圧倒するだけでなく、九紋竜史進の精神的な成長に一役買うなど色々な行動をし、史進から素敵な「静かなる中条」と呼ばれた。また自らの行いで誕生した残月に誠心誠意の土下座をする。
影丸（かげまる）
黒装束に身を包み、クナイや変わり身等の忍術を操る忍者。必殺技には、木の葉が炎を纏い渦を成し相手を攻撃する、忍法「木の葉火輪」がある。
無明幻妖斉（むみょうげんようさい）
“梁山泊の守り”を称し梁山泊の守りを固める、チャーミングで意固地な老人。草間博士の項に有るとおり、国際警察連合の指針について草間博士と対立していた。この諍いが「草間博士の乱」の一因となったと幻妖斉は考えているが、真偽の程は不明。草間博士の息子である大作についても快く思っていない。その呪術幻術は強力であり、BF団の巨大ロボが束になっても敵わなかった。BF団からも実力を認められており、樊瑞からも「殿」の敬称で語られる。
容姿は「仮面の忍者赤影」の幻妖斎ではなく、「闇の土鬼」の無明斎に準拠している。
ディック牧（ディックまき）
テレキネシス（念動力）を駆使し、相手の体を切り刻む能力を有す青年。樊瑞に「恐るべきはディック牧」と言わしめた。
大塚署長（おおつかしょちょう）
“梁山泊の法”を称する九大天王のひとり。相手にカツ丼を食べさせてから質問をすることで、どんな相手も嘘を吐けなくなる『大塚式ウソ発見器』という技を持つ（嘘を吐くと巨大手錠によってバラバラにされる）。
十傑衆・衝撃のアルベルトとは浅からぬ間柄であり、呼び捨てにされるのはこのアルベルトと敷島だけであるという。1巻では大作を襲う側であったが、再登場した際に大作を気にかけるようになった。
神行太保戴宗（しんこうたいほたいそう）
「世界の静止する日」では大作のよき兄貴分であったが、本作ではその役割を村雨竜作と豹子頭林冲に取られ、本作では目立った活躍はない。“噴射拳”という技を持つ。
あばれ天童（あばれてんどう）
学ランを着用し、一見十代のようだが年齢不詳の青年。木刀を武器に戦い、必殺技には、天地を十字に裂く「霞の小太刀」がある。
OVAでは「大暴れ天童」とされていたが、今作では原作に基づき「あばれ天童」に変更された。
九紋竜史進（くもんりゅうししん）
林冲の代わりに九大天王に加わった男。重要施設に立ち入れない等、九大天王として一人前の扱いを受けないことに対する苛立ちを隠しきれないでいた。背中の九匹の竜を操る能力を持つ。林冲を暗殺しようとしていたが、その器の大きさに感服し改心。林冲の子分になりたいと願い、付き従うようになる。カナリーナの牢獄で大作達と離れ離れになるが、中条により元からあった精神的な弱さを克服し、大作及びサリー救出に尽力する。その活躍ぶりにより、大塚署長から九大天王見習い卒業したと言われた。
豹子頭林冲（ひょうしとうりんちゅう）
元九大天王で人格と実力両面兼ね備え人望が厚く梁山泊の次期頭目と目されていた人物。十傑衆の罠にはまって死んだと思われていたが、実は重傷を負いながらも生きていてカナーリの牢獄に捕らわれていた。中条や韓信とは違い、実直で潔癖な性格。十傑衆・残月とは何らかの因縁があるとされ、その真偽に苦悩する事となる。武器は主に棍を使用するが、衝撃波も操れる等多彩な技を持つ。
OVAでは作中には登場せず、初期設定にのみ登場するがスーツ姿である。

### その他
草間博士（くさまはかせ）
大作の父親で10年前“地球が燃え尽きた日”を起こした人物。大作にジャイアントロボの操縦権となるキーワードを伝えている。九大天王の幻妖斉とは過去に対BF団戦を科学技術主導にするか、呪術主導にするかで対立したという因縁があるらしい。またドラグネット博士とは親友だったらしい。
“地球が燃え尽きた日”以前は国際警察連合所属の科学者だったが、燃え尽きた日以降にBF団に所属。
幻夜（げんや）
「静止する日」とは異なり、基本的に中立の立場にある。仏教寺院で神父の服装で聖書を読んでいるなど、謎めいた人物。聖書中の「天国の門」を引用して意味有り気な発言を多用する。テレポートを操りBF団や国際警察連合からも一目置かれる存在である。
OVAとは違い、広範囲テレポートを使用しても自身に影響は無いように思われる。
ドラグネット博士
カナーリの牢獄の主であり、「草間の乱」の光球を無効化したことから“草間に勝った男”と称される。どんなロボットでも再生させる、機械の自己修復機能の研究をしている。自身の研究には犠牲を厭わず、それは実の息子でも例外では無い。草間博士とは1、2を争う科学者であり、親友でもあるらしい。
「草間の乱」時にBF団を助けるが、その後サリーを奪ったまま姿を眩ましていた。
超人間ケリー（ちょうにんげんケリー）
カナーリの牢獄でドラグネット博士に使役されているサイボーグ。九大天王に圧勝するパワーを持つが、ドラグネット博士には従順で献身的。
ショウタロウ
大塚署長にかわいがられるも、ドラグネット博士のせいで行方不明となった。大作に似ているらしい。

## 登場メカ

### 村雨一家(草間大作)
ジャイアントロボ（GR・1）
GR計画の本体。10年前に全世界を滅ぼしかけた“アンチエネルギー・システム”を搭載している。武装は両腕・頭部から発射する『光の球』。外形は『地球が静止する日』版よりも、原作版に近いが顔がかなり人間的になっている。
GR・2＆GR・3
以上2体は、BF団の所有するGR1の兄弟機。舞台演劇の世界においては国際警察連合によって完成前に破壊されてしまった。現実世界では林冲をめぐる攻防の最中、アルベルトに伴われ初めてその姿を見せたが、実はGR・1とともに運び出され、村雨一家の戦力となっており（さらにこの時点で国際警察連合が強奪済み）、GRシリーズによるコンビネーションを披露した。その後、大作達が気絶している間にGR・1共々鎖で梁山泊に拘束され、さらにその後GR・2はウラエヌス、GR・3はウラヌスと激闘する。大作の“命令”で動いているため、操縦者に登録されているのは大作の模様。
他作品では、兄弟機同士が敵味方に分かれて争い破壊される運命をたどることが多く描かれたが、今作では、初めて3兄弟機で協力し、敵を撃破する初の試みがなされた。
GR・2
両腕のロケットパンチや頭部の三日月形の装飾をブーメランとして使う。また多段式ロケットのように体を切り離すことで空中での加速が可能。
GR・3
飛行しながらミサイルで攻撃する他に格闘戦で戦う。

### 国際警察連合
ブラックオックス
不乱拳博士が操る3体の黒い人型ロボット。博士からは「オックス」と呼ばれている。
マレーネ・ディートリッヒ
マリア・カラス
グレタ・ガルボ
以上3体は、「舞台演劇」内で登場した国際警察連合の所有する同型の爆撃機。頭部から発せられる熱線（高熱放電）とミサイルが主な武装。モチーフは『バビル2世』に登場するロプロスのコピーロボット、V号。その後さらに同型の爆撃機が3体登場したが、十郎太は「V号」と呼んでおり、マレーネらと同一の機体なのかは不明。
金目像
厳密にはメカではなく、幻妖斎が呪術で岩から作り出し操る像。そのためか、ウラエヌスの「水の弾丸」が通用しなかった。モチーフは同名の「仮面の忍者 赤影」の金目像。

### BF団
ガイアー
第一話冒頭、平行世界でGR・1と対峙していたロボット。GR・1と同様の光球を発し、物語の重要な役割を担っていると考えられる。
以下はBF団の所有する巨大ロボット。モチーフは『マーズ』に登場する六神体。
スフィンクス
機体から数千度の高熱を発する。
ウラヌス
絶対零度の冷気を操り、GR・1の光球攻撃への耐性がある。
ウラエヌス
OVA版では無く原作版の潜水艦型。水流を操る。
サリー
形態は『マーズ』の三番目に登場する名称不明の神体。イナズマのような光線を放つ。
シン
OVAではウラエヌスと呼ばれていたが原作の名前に戻った。操縦者はイワン。

## キーワード
草間博士の乱
作中より10年前に草間博士がBF団に対して起こした乱。具体的にはアンチエネルギー・システムを世界中の都市に向けて発動したと思われている。結果、世界中の都市は機能を停止し、BF団も壊滅的な打撃を受け、隠居を余儀なくされた。セルバンテスは乱が起きた日を地球が燃え尽きた日と呼んだ。
GR計画
草間博士の乱の直後に草間博士が赤ん坊の大作を連れ、BF団の潜む雪山を訪れた際にもたらした計画。本体はジャイアントロボの建造である。セルバンテスは計画を「草間博士の復讐」と評した。
バリヤー（バリアー）
登場人物の多くやロボットが行使できる防御行動。自身を中心に光の球殻のようなものを張る。人物によって『バリヤー』と『バリアー』という呼称が混在しているが同一のものと思われる。バリヤー行使の可不可や強度、持久力などは当人の強さに依存するようである。熱線や、高所からの落下の衝撃、果てはジャイアントロボの光弾にも耐えられる反面、展開中の当人の戦闘力は激減してしまい、肉弾戦では不利になる。
アンチエネルギー・システム
草間博士が開発し、ジャイアントロボに搭載した最強の武装。光弾と呼ばれるものを発射する。光弾は周囲の人間、ロボット等からエネルギーを吸収し無力化させた上で、巨大化、爆発する。そのため周囲の被害は甚大なものとなる。対抗手段はわずかながら存在し、無明幻妖斉は自身の寿命の大半を犠牲にして「岩戸」の中の東屋（あずまや）に光弾を封印することで、梁山泊防衛に成功している。他にも、幼い頃のお銀がバリヤーによって生き残ったほか、ウラヌスはバリヤーや低音波動によって光球を防いでみせている。
断崖門の決闘
BF団の罠にはまった史進を助けるために、林冲が3人のBF団十傑集候補と相打ちになった（と思われていた）闘い。
カナーリの牢獄
林冲が囚われていた牢獄。BF団によって作られた、常に地上のどこかを漂っている空間。魔法使いサリーの力で支えられている模様。

## 単行本
チャンピオンREDコミックスより刊行。全9巻。
1. 2007年3月20日刊行 ISBN 978-4-253-23231-9
2. 2007年9月20日刊行 ISBN 978-4-253-23232-6
3. 2008年3月19日刊行 ISBN 978-4-253-23233-3
4. 2008年9月19日刊行 ISBN 978-4-253-23234-0
5. 2009年4月20日刊行 ISBN 978-4-253-23235-7
6. 2009年9月18日刊行 ISBN 978-4-253-23236-4
7. 2010年5月20日刊行 ISBN 978-4-253-23237-1
8. 2010年11月19日刊行 ISBN 978-4-253-23238-8
9. 2011年4月20日刊行 ISBN 978-4-253-23239-5